# Cool Burnin' with The Chet Baker Quintet
| Recensione | Giudizio |
| ---------- | -------- |
| AllMusic   |          |

Cool Burnin' with The Chet Baker Quintet è un album a nome The Chet Baker Quintet, pubblicato dalla casa discografica Prestige Records nel settembre del 1967 .

## Tracce

### LP
Lato A
1. Hurry – 4:50 (musica: Richard Carpenter)
2. I Waited for You – 6:29 (musica: Gil Fuller)
3. The 490 – 6:08 (musica: Tadd Dameron)
4. Cut Plug – 4:33 (musica: Richard Carpenter, Sonny Stitt)

Lato B
1. Boudoir – 6:19 (musica: Richard Carpenter, Gladys Bruce)
2. Etude in 3 – 5:09 (musica: Richard Carpenter, Gladys Bruce)
3. Sleeping Susan – 8:00 (musica: Jimmy Mundy)

## Formazione
"The Chet Baker Quintet"
- Chet Baker – flicorno
- George Coleman – sassofono tenore
- Kirk Lightsey – pianoforte
- Herman Wright – contrabbasso
- Roy Brooks – batteria

Note aggiuntive
- Richard Carpenter – produttore
- Michael Morgan – note retrocopertina album originale [3]